# Niedźwiady (województwo zachodniopomorskie)
Niedźwiady – osada w Polsce położona w województwie zachodniopomorskim, w powiecie szczecineckim, w gminie Szczecinek. Miejscowość wchodzi w skład sołectwa Krągłe.